# Радченко Олександр Григорович
Олександр Григорович Ра́дченко — український ентомолог, фахівець з мурашок, професор, доктор біологічних наук, провідний науковий співробітник Інституту зоології імені І. І. Шмальгаузена НАН України. Лауреат премії імені І. І. Шмальгаузена НАН України (2014). Автор понад 250 публікацій, зокрема 6 монографій. Один з провідних фахівців у світі в галузі мірмекології, описав понад 180 нових для науки сучасних і викопних видів мурашок з різних частин світу. Станом на 2024 рік має одні з найвищих наукометричних показників серед зоологів України: індекс Гірша 17 у Scopus (1022 цитування, 97 документів) і 28 у Google Scholar (3944 цитування).

## Життєпис

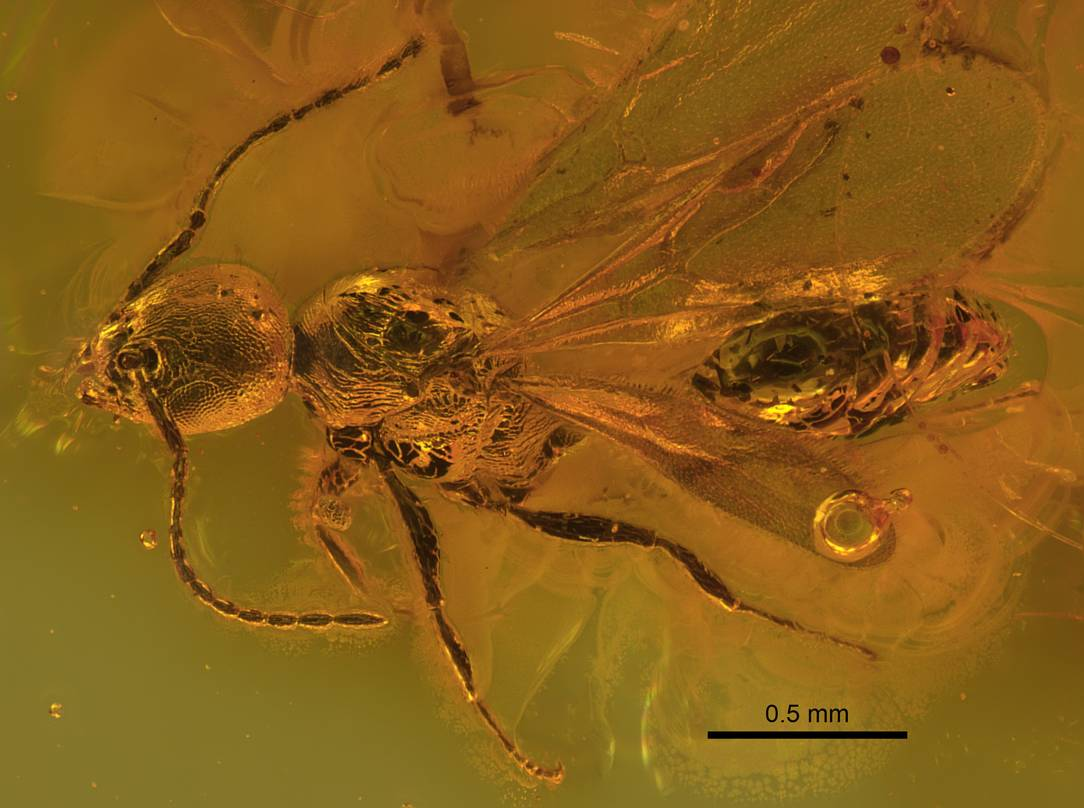
Викопна мурашка Eocenomyrma ukrainica Radchenko & Dlussky, 2016 в рівненському бурштині (еоцен), описана вперше для науки О. Г. Радченком та

У 1977 році закінчив Київський педагогічний інститут, після чого певний час працював шкільним вчителем. 1980 року вступив до аспірантури в Інститут зоології імені І. І. Шмальгаузена НАН України, після закінчення якої залишився працювати в цьому закладі. У 1985 році захистив кандидатську дисертацію на тему «Муравьи Северного Причерноморья». 1998 року захистив докторську дисертацію «Мурашки (Hymenoptera, Formicidae) Палеарктики (еволюція, систематика, фауногенез» і отримав відповідний ступінь у 1999 році. Певний час працював також в Музеї та Інституті зоології Польської академії наук.

## Деякі найважливіші наукові праці
- Радченко А. Г. 1985. Муравьи рода Strongylognathus Mayr (Hymenoptera, Formicidae) фауны СССР. Зоологический журнал. 64 (10). С. 1514—1523.
- Радченко А. Г. 1992. Муравьи рода Tetramorium Mayr (Hymenoptera, Formicidae) фауны СССР. 1 и 2. Зоологический журнал. 71 (8). С. 39-49, 50-58.
- Радченко А. Г. 1994. Таксономическая структура рода Myrmica Latreille (Hymenoptera, Formicidae) Евразии. Зоологический журнал. 73 (6). С. 39-51.
- Radchenko A. G., Elmes G. W. 1998. Taxonomic revision of the ritae species-group of the genus Myrmica (Hymenoptera, Formicidae). Vestnik Zoologii, 4. P. 3-27.
- Radchenko A. G., Elmes G. W. 2001. Taxonomic revision of the Himalayan Myrmica (Hymenoptera, Formicidae). Entomologica Basiliensia, 23. P. 237—276.
- Czechowski W., Radchenko A., Czechowska W. 2002. The ants (Hymenoptera, Formicidae) of Poland. Warszawa. 200 pp.
- Radchenko A., Elmes G. W. 2003. A taxonomic revision of the socially parasitic Myrmica ants (Hymenoptera, Formicidae) of Palaearctic Region. Annales Zoologici, 53 (2). P. 217—243.
- Radchenko A., Czechowska W., Czechowski W. 2004. Mrówki — Formicidae. Klucze do Oznaczania Owadów Polski Część XXIV, zeszyt. 63. Polskie Towarzystwo Entomologiczne, Toruń. 138 pp.
- Radchenko A. 2004. A review of the ant genera Leptothorax Mayr and Temnothorax Mayr (Hymenoptera, Formicidae) of the Eastern Palaearctic. Acta Zoologica Academiae Scientiarum Hungaricae, 50 (2). P. 109—137
- Radchenko A. 2005. Monographic revision of the ants (Hymenoptera, Formicidae) of North Korea. Annales Zoologici. 55(2). P. 127—221.
- Csősz S., Radchenko A., Schulz A. 2007. Taxonomic revision of the Palaearctic Tetramorium chefketi species-complex (Hymenoptera: Formicidae). Zootaxa, 1405. P. 1-38.
- Radchenko A., Elmes G. W. 2009. Taxonomic revision of the pachei species-group of the genus Myrmica Latreille (Hymenoptera, Formicidae). Annales Zoologici, 59 (1): 67-92.
- Radchenko A., Elmes G. W. 2010. Myrmica ants (Hymenoptera: Formicidae) of the Old World. Warszawa, Museum and Institute of Zoology. 789 pp.
- Czechowski W., Radchenko A., Czechowska W., Vepsalainen K. 2012. The ants of Poland with reference to the myrmecofauna of Europe. Warszawa, Natura Optima Dux Foundation. 496 pp.
- Радченко А. Г. 2016. Муравьи (Hymenoptera, Formicidae) Украины. Киев, Институт зоологии НАН Украины. 495 с.

## Науково-популярні видання
- Радченко О. Г., Суворов О. А. 1988. Лісові санітари. Київ, Урожай. 128 с.

## Деякі описані нові для науки види
- Aphaenogaster dlusskyana[en] Radchenko & Perkovsky, 2016 (викопний) — таймирський бурштин
- Boltonidris mirabilis Radchenko & Dlussky, 2012 (викопний) — рівненський бурштин
- Bothriomyrmex modestus[en] Radchenko, 1985 — степова зона в Україні та Росії
- Eocenomyrma breviscapa Radchenko & Dlussky, 2016 (викопний) — рівненський бурштин
- Eocenomyrma ukrainica  Radchenko & Dlussky, 2016 (викопний) — рівненський бурштин
- Fallomyrma anodonta Radchenko & Dlussky, 2018 (викопний) — рівненський бурштин
- Fallomyrma marginata Radchenko & Dlussky, 2018 (викопний) — рівненський бурштин
- Fallomyrma robusta Radchenko & Dlussky, 2018 (викопний) — рівненський бурштин
- Fallomyrma transversa Dlussky & Radchenko, 2006 (викопний) — рівненський бурштин
- Myrmica afghanica Radchenko & Elmes, 2003 — Афганістан
- Myrmica angulata Radchenko, Zhou & Elmes, 2001 — Китай і В'єтнам
- Myrmica tschekanovskii[en] Radchenko, 1994 — Сибір
- Pristomyrmex elmesi Radchenko & Dlussky, 2018 (викопний) — рівненський бурштин
- Pristomyrmex rasnitsyni[en] Dlussky & Radchenko, 2011 (викопний) — данський бурштин
- Proleptothorax primitivus Radchenko, Dlussky & Perfilieva, 2018 (викопний) — рівненський бурштин
- Strongylognathus arnoldii Radchenko, 1991 — Крим (Україна)
- Strongylognathus chelifer Radchenko, 1985 — Асканія-Нова (Україна)
- Strongylognathus minutus[en] Radchenko, 1991 — Туркменістан
- Temnothorax zabelini[en] (Radchenko, 1989) (описаний в роді Chalepoxenus) — Туркменістан
- Usomyrma mirabilis[en] Dlussky, Radchenko & Dubovikoff, 2014 (викопний) — данський бурштин

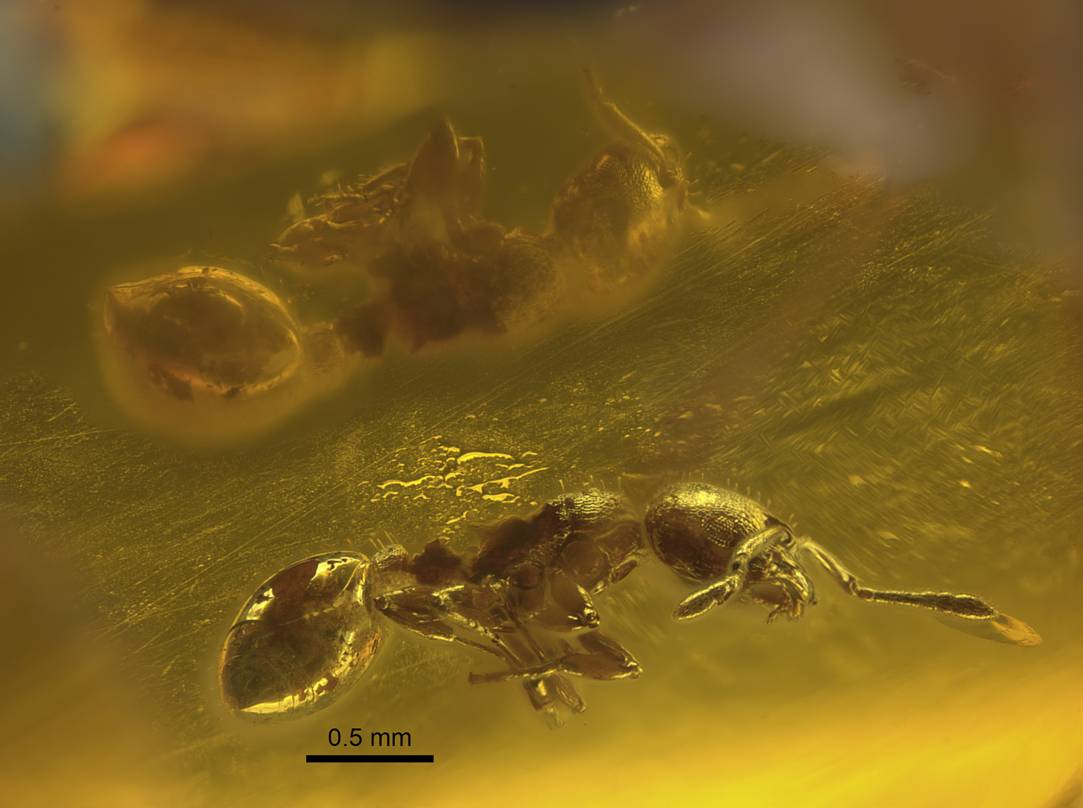
Викопна мурашка Eocenomyrma breviscapa Radchenko & Dlussky, 2016 в рівненському бурштині (еоцен), описана вперше для науки О. Г. Радченком та Г. М. Длусським[ru]
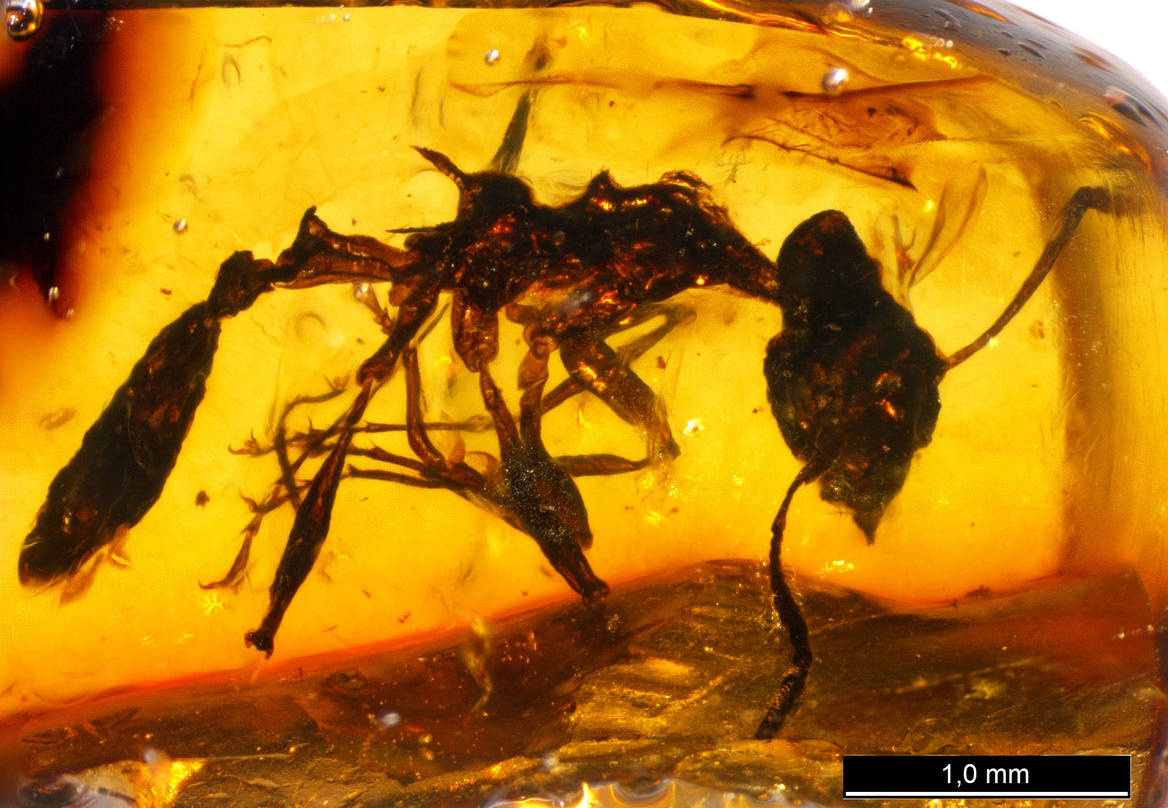
Викопна мурашка Aphaenogaster dlusskyana[en] Radchenko & Perkovsky, 2016 в таймирському бурштині (крейдовий період), описана вперше для науки О. Г. Радченком та Є. Е. Перковським
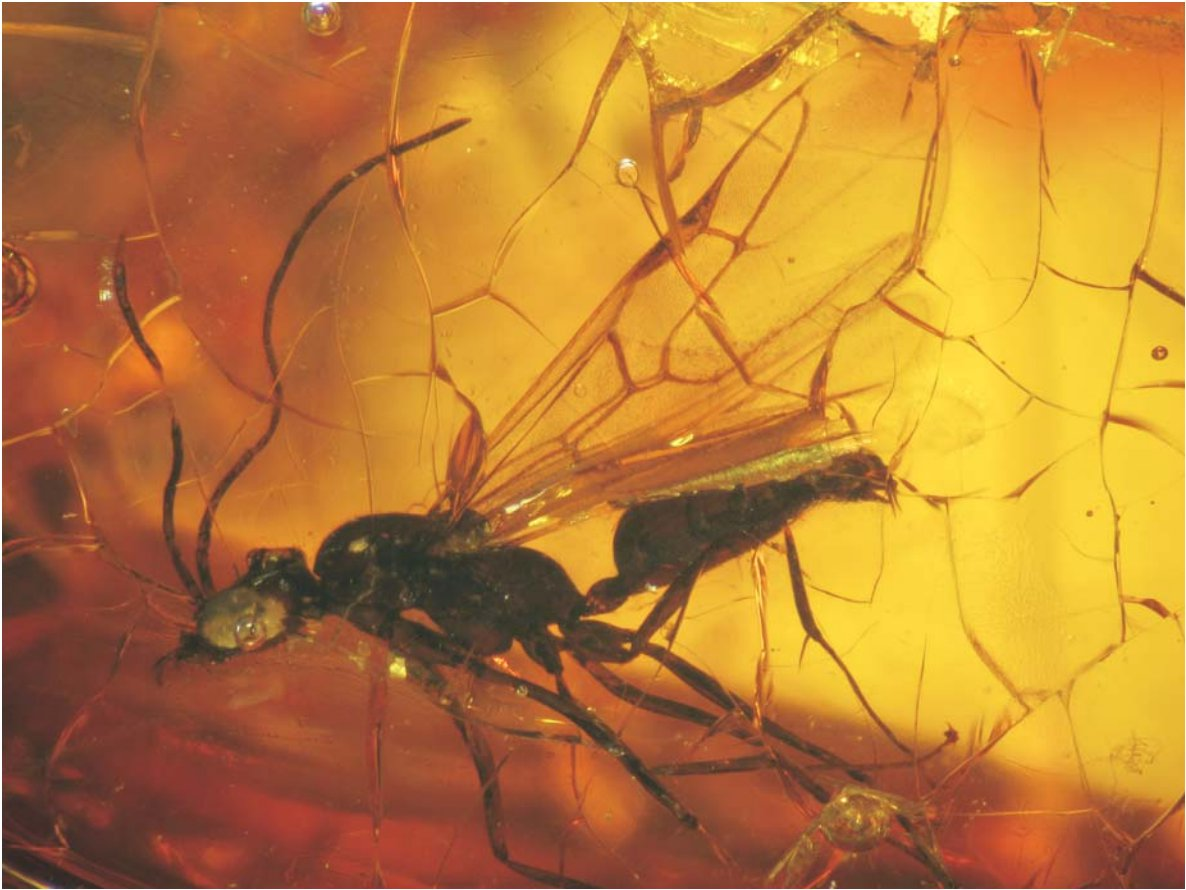
Викопна мурашка Usomyrma mirabilis Dlussky, Radchenko, & Dubovikoff, 2014 в датському бурштині (еоцен), описана вперше для науки О. Г. Радченком у співавторстві

## Види мурашок названі на честь О.Г.Радченка
- Aphaenogaster radchenkoi Kiran & Tezcan, 2008 — Туреччина
- Formica radchenkoi Dlussky, 2008 (викопний) — рівненський бурштин
- Myrmica radchenkoi Bharti & Sharma, 2011 — Індія